# Cuộc vây hãm Lille (1940)
Cuộc vây hãm Lille là một hoạt động quân sự trong Trận chiến nước Pháp – một phần của Mặt trận phía Tây thời Thế chiến thứ hai. Cuộc bao vây đã diễn ra từ ngày 28 cho đến ngày 31 tháng 5 năm 1940 tại các vùng phụ cận của thành phố Lille ở vùng Flanders thuộc Pháp trong Trận chiến nước Pháp. Đây là một hoạt động trì hoãn của 4 vạn binh lính còn lại của Tập đoàn quân số 1 một thời hùng mạnh của quân đội Pháp chống lại 7 sư đoàn của quân đội Đức Quốc xã, trong số đó có 3 sư đoàn thiết giáp, vốn đang cố gắng xé lẻ và tiêu diệt quân đội Đồng Minh tại Dunkerque.
Cuộc kháng cự dữ dội của quân Pháp dưới quyền chỉ huy của Thiếu tướng (Général de division) Jean-Baptiste Molinié tại Lille đã tạo điều kiện cho một số đội hình của Đồng minh tháo chạy đến Dunkerque. Chí ít có 10 vạn quân Đồng Minh đã được cứu vãn, và Thủ tướng Anh Winston Churchill đã nhìn nhận cuộc phòng ngự của các lực lượng Pháp ở Lille như là một "đóng góp tuyệt vời". Trong trận chiến, quân Pháp đã phát động một số phản công và thậm chí bắt được cả Thiếu tướng (Generalmajor) Fritz Kühne, người chỉ huy Sư đoàn Bộ binh số 253 (253. Infanterie-Division) của Đức Quốc xã. Đến ngày 31 tháng 5 năm 1940, do không còn cách nào khác, đội quân Pháp của Molinié bị buộc phải đầu hàng quân đội Đức.
Sau khi Lille thất thủ làm theo truyền thống của một thời đại khác, người Đức đã cho phép đội quân phòng thủ của Pháp diễu binh trên đường phố và trao huy chương cho họ như một hình thức tôn vinh cuộckháng cự ác liệt của quân Pháp ở Lille.